# Sinecie
Le Sinècie (in greco antico: συνοίκια o συνοικέσια?, synoìkia o synoikésia) erano festività dell'antica Atene celebrata il sedicesimo giorno del mese di ecatombeone.
Secondo la leggenda erano state istituite dal mitico re di Atene Teseo per commemorare l'unificazione politica dell'Attica, il sinecismo.
Durante le Sinecie si facevano sacrifici ad Atena, a Zeus e, a partire dalla vittoria navale di Timoteo contro gli Spartani (374 a.C.), alla Pace.